# Општина Дел Најар (Најарит)
Дел Најар (шп. Del Nayar) општина је у Мексику у савезној држави Најарит. Општина се налази на надморској висини од 422 м.

## Становништво
Према подацима из 2010. у општини је живело 34300 становника.

### Хронологија
| Година       | 2000                  | 2005                  | 2010                  |
| ------------ | --------------------- | --------------------- | --------------------- |
| Становништво | 26649 (13194 / 13455) | 30551 (15432 / 15119) | 34300 (17268 / 17032) |

### Попис
| \| \| м \| \| \| ж \| \| 0—2 \| 1.583 \| \| \| 1.486 \| \| 3—5 \| 1.594 \| \| \| 1.570 \| \| 6—11 \| 3.055 \| \| \| 2.977 \| \| 12—14 \| 1.416 \| \| \| 1.350 \| \| 15—17 \| 1.267 \| \| \| 1.307 \| \| 18—24 \| 2.183 \| \| \| 2.060 \| \| 60+ \| 1.077 \| \| \| 958 \| \| Просек : \| 23,0 \| \| \| 23,2 \| |       |  |  |       |
| |       |  |  |       |
| | м     |  |  | ж     |
| 0—2 | 1.583 |  |  | 1.486 |
| 3—5 | 1.594 |  |  | 1.570 |
| 6—11 | 3.055 |  |  | 2.977 |
| 12—14 | 1.416 |  |  | 1.350 |
| 15—17 | 1.267 |  |  | 1.307 |
| 18—24 | 2.183 |  |  | 2.060 |
| 60+ | 1.077 |  |  | 958   |
| Просек : | 23,0  |  |  | 23,2  |

| #   | Индикатор                                                                                        | Вредност |
| --- | ------------------------------------------------------------------------------------------------ | -------- |
| 1   | Становништво од 0 до 2 године                                                                    | 3069     |
| 2   | Мушко становништво од 0 до 2 године                                                              | 1583     |
| 3   | Женско становништво од 0 до 2 године                                                             | 1486     |
| 4   | Становништво са 3 и више година                                                                  | 31021    |
| 5   | Мушко становништво са 3 и више година                                                            | 15575    |
| 6   | Женско становништво са 3 и више година                                                           | 15446    |
| 7   | Становништво са 5 и више година                                                                  | 28859    |
| 8   | Мушко становништво са 5 и више година                                                            | 14488    |
| 9   | Женско становништво са 5 и више година                                                           | 14371    |
| 10  | Становништво са 12 и више година                                                                 | 21825    |
| 11  | Мушко становништво са 12 и више година                                                           | 10926    |
| 12  | Женско становништво са 12 и више година                                                          | 10899    |
| 13  | Становништво са 15 и више година                                                                 | 19059    |
| 14  | Мушко становништво са 15 и више година                                                           | 9510     |
| 15  | Женско становништво са 15 и више година                                                          | 9549     |
| 16  | Становништво са 18 и више година                                                                 | 16485    |
| 17  | Мушко становништво са 18 и више година                                                           | 8243     |
| 18  | Женско становништво са 18 и више година                                                          | 8242     |
| 19  | Становништво од 3 до 5 година                                                                    | 3164     |
| 20  | Мушко становништво од 3 до 5 година                                                              | 1594     |
| 21  | Женско становништво од 3 до 5 година                                                             | 1570     |
| 22  | Становништво од 6 до 11 година                                                                   | 6032     |
| 23  | Мушко становништво од 6 до 11 година                                                             | 3055     |
| 24  | Женско становништво од 6 до 11 година                                                            | 2977     |
| 25  | Становништво од 8 до 14 година                                                                   | 6749     |
| 26  | Мушко становништво од 8 до 14 година                                                             | 3423     |
| 27  | Женско становништво од 8 до 14 година                                                            | 3326     |
| 28  | Становништво од 12 до 14 година                                                                  | 2766     |
| 29  | Мушко становништво од 12 до 14 година                                                            | 1416     |
| 30  | Женско становништво од 12 до 14 година                                                           | 1350     |
| 31  | Становништво од 15 до 17 година                                                                  | 2574     |
| 32  | Мушко становништво од 15 до 17 година                                                            | 1267     |
| 33  | Женско становништво од 15 до 17 година                                                           | 1307     |
| 34  | Становништво од 18 до 24 године                                                                  | 4243     |
| 35  | Мушко становништво од 18 до 24 године                                                            | 2183     |
| 36  | Женско становништво од 18 до 24 године                                                           | 2060     |
| 37  | Женско становништво од 15 до 49 година                                                           | 7747     |
| 38  | Становништво са 60 и више година                                                                 | 2035     |
| 39  | Мушко становништво са 60 и више година                                                           | 1077     |
| 40  | Женско становништво са 60 и више година                                                          | 958      |
| 41  | Однос између мушкараца и жена                                                                    | 101.39   |
| 42  | Становништво од нуле до 14 година                                                                | 15031    |
| 43  | Становништво од 15 до 64 године                                                                  | 17586    |
| 44  | Становништво од 65 година и више                                                                 | 1473     |
| 45  | Просечан број деце                                                                               | 3.24     |
| 46  | Становништво рођено у ентитету                                                                   | 33690    |
| 47  | Мушко становништво рођено у ентитету                                                             | 16974    |
| 48  | Женско становништво рођено у ентитету                                                            | 16716    |
| 49  | Становништво рођено у другом ентитету                                                            | 327      |
| 50  | Мушко становништво рођено у другом ентитету                                                      | 161      |
| 51  | Женско становништво рођено у другом ентитету                                                     | 166      |
| 52  | Становништво од 5 година и више резидентно у ентитету у јуну 2005. године                        | 28550    |
| 53  | Мушко становништво старосног доба од 5 година и више, резидентно у ентитету у јуну 2005. године  | 14304    |
| 54  | Женско становништво старосног доба од 5 и више година, резидентно у ентитету у јуну 2005. године | 14246    |
| 55  | Становништво од 5 година и више које је живело у другом ентитету у јуну 2005. године             | 94       |
| 56  | Мушко становништво старије од 5 година које је живело у другом ентитету у јуну 2005. године      | 53       |
| 57  | Женско становништво старије од 5 година које је живело у другом ентитету у јуну 2005. године     | 41       |
| 58  | Становништво од 3 године и више које говори аутохтони језик                                      | 27039    |
| 59  | Мушко становништво старо 3 године и више које говори аутохтони језик                             | 13424    |
| 60  | Женско становништво старо 3 године и више које говори аутохтони језик                            | 13615    |
| 61  | Становништво од 3 године и више које говори аутохтони језик и не говори шпански језик            | 8031     |
| 62  | Мушко становништво старо 3 године и више које говори аутохтони језик и не говори шпански         | 3247     |
| 63  | Женско становништво старо 3 године и више које говори аутохтони језик и не говори шпански језик  | 4784     |
| 64  | Становништво старо 3 године и више које говори аутохтони језик и шпански                         | 18769    |
| 65  | Мушко становништво старо 3 године и више које говори аутохтони језик и шпански                   | 10059    |
| 66  | Женско становништво старо 3 године и више које говори аутохтони језик и шпански                  | 8710     |
| 67  | Становништво од 5 година и више које говори аутохтони језик                                      | 25179    |
| 68  | Становништво од 5 година и више које говори аутохтони језик и не говори шпански језик            | 6739     |
| 69  | Становништво од 5 година и више које говори аутохтони језик и говори шпански језик               | 18222    |
| 70  | Становништво у домородачким домаћинствима                                                        | 31020    |
| 71  | Становништво са ограничењима у активностима                                                      | 1048     |
| 72  | Становништво са ограниченим ходањем или кретањем, горе или доле                                  | 485      |
| 73  | Становници са ограничењима вида, чак и уз кориштење сочива                                       | 324      |
| 74  | Становништво са ограничењима говора, комуникације или конверзације                               | 103      |
| 75  | Становништво са ограниченим слухом                                                               | 152      |
| 76  | Становништво са ограничењима при одевању, купању или јелу                                        | 33       |
| 77  | Становништво са ограничењима у опажању или учењу једноставних ствари                             | 29       |
| 78  | Становништво са менталним ограничењима                                                           | 94       |
| 79  | Становништво без ограничења активности                                                           | 32813    |
| 80  | Становништво од 3 до 5 година које не похађа школу                                               | 1303     |
| 81  | Мушко становништво од 3 до 5 година које не похађа школу                                         | 662      |
| 82  | Женско становништво од 3 до 5 година које не похађа школу                                        | 641      |
| 83  | Становништво од 6 до 11 година које не похађа школу                                              | 635      |
| 84  | Мушко становништво од 6 до 11 година које не похађа школу                                        | 334      |
| 85  | Женско становништво од 6 до 11 година које не похађа школу                                       | 301      |
| 86  | Становништво од 12 до 14 година које не похађа школу                                             | 540      |
| 87  | Мушко становништво од 12 до 14 година које не похађа школу                                       | 260      |
| 88  | Женско становништво од 12 до 14 година које не похађа школу                                      | 280      |
| 89  | Становништво од 15 до 17 година похађа школу                                                     | 1265     |
| 90  | Мушко становништво од 15 до 17 година похађа школу                                               | 679      |
| 91  | Женско становништво између 15 и 17 година живота у школи                                         | 586      |
| 92  | Становништво од 18 до 24 године похађа школу                                                     | 613      |
| 93  | Мушко становништво од 18 до 24 године похађа школу                                               | 355      |
| 94  | Женско становништво од 18 до 24 године похађа школу                                              | 258      |
| 95  | Становништво од 8 до 14 година које не може да чита и пише                                       | 1203     |
| 96  | Мушко становништво старосног доба од 8 до 14 година које не може да чита и пише                  | 611      |
| 97  | Женско становништво старосног доби од 8 до 14 година које не може да чита и пише                 | 592      |
| 98  | Становништво од 15 година и више које је неписмено                                               | 6414     |
| 99  | Мушко становништво од 15 година и више које је неписмено                                         | 2574     |
| 100 | Женско становништво од 15 година и више које је неписмено                                        | 3840     |
| 101 | Становништво старо 15 и више година без школовања                                                | 5626     |
| 102 | Мушко становништво старо 15 и више година без школовања                                          | 2364     |
| 103 | Женско становништво старо 15 и више година без школовања                                         | 3262     |
| 104 | Становништво старосног доба 15 и више година са непотпуним основним образовањем                  | 5025     |
| 105 | Мушко становништво старосног доба од 15 година и више са непотпуном основним образовањем         | 2552     |
| 106 | Женско становништво старосног доба 15 и више година са непотпуном основним образовањем           | 2473     |
| 107 | Становништво старо 15 и више година са комплетним основним образовањем                           | 2744     |
| 108 | Мушко становништво старо 15 година и више са комплетним основним образовањем                     | 1464     |
| 109 | Женско становништво старо 15 и више година са комплетним основним образовањем                    | 1280     |
| 110 | Становништво старосног доба 15 и више година са непотпуним средњим образовањем                   | 1300     |
| 111 | Мушко становништво старосног доба од 15 година и више са непотпуним средњим образовањем          | 677      |
| 112 | Женско становништво старосног доба од 15 година и више са непотпуним средњим образовањем         | 623      |
| 113 | Становништво старо 15 и више година са пуним секундарном образовањем                             | 2199     |
| 114 | Мушко становништво старосног доба од 15 година и више са пуним секундарном образовањем           | 1218     |
| 115 | Женско становништво старосног доба од 15 година и више са пуним секундарном образовањем          | 981      |
| 116 | Становништво старије од 18 година са постосновним образовањем                                    | 1743     |
| 117 | Мушко становништво старије од 18 година са постосновним образовањем                              | 1006     |
| 118 | Женско становништво старије од 18 година са постосновним образовањем                             | 737      |
| 119 | Просечна оцена школовања                                                                         | 4.52     |
| 120 | Просечан ниво образовања мушке популације                                                        | 4.93     |
| 121 | Просечан ниво образовања женског становништва                                                    | 4.11     |
| 122 | Економски активно становништво                                                                   | 6400     |
| 123 | Економски активна мушка популација                                                               | 5321     |
| 124 | Економски активна женска популација                                                              | 1079     |
| 125 | Становништво које није економски активно                                                         | 15158    |
| 126 | Мушко становништво које није економски активно                                                   | 5445     |
| 127 | Женско становништво које није економски активно                                                  | 9713     |
| 128 | Запослено становништво                                                                           | 5621     |
| 129 | Запослено мушко становништво                                                                     | 4605     |
| 130 | Запослено женско становништво                                                                    | 1016     |
| 131 | Незапослена популација                                                                           | 779      |
| 132 | Незапослена мушка популација                                                                     | 716      |
| 133 | Незапослена женска популација                                                                    | 63       |
| 134 | Становништво без права на здравствене услуге                                                     | 9763     |
| 135 | Становништво које има право на здравствене услуге                                                | 23735    |
| 136 | Становништво које има право на ИМСС                                                              | 5169     |
| 137 | Становништво које има право на социјално осигурање                                               | 706      |
| 138 | Становништво које има право на државно социјално осигурање                                       | 43       |
| 139 | Становништво које има право на опште осигурање или здравствено осигурање за нову генерацију      | 17950    |
| 140 | Становништво које је било једном или није било у браку током 12 година и више                    | 7388     |
| 141 | Венчано или уједињено становништво од 12 година и више                                           | 12727    |
| 142 | Становништво које је било у браку или уједињено 12 година и више                                 | 1647     |
| 143 | Становништво са католичком религијом                                                             | 29554    |
| 144 | Протестанти, еванђелисти и библијски следбеници различити од еванђелиста                         | 1332     |
| 145 | Становништво са другим религијама различитим од претходних                                       | 1347     |
| 146 | Становништво без религије                                                                        | 1560     |
| 147 | Укупно пописаних домаћинства                                                                     | 6236     |
| 148 | Пописна домаћинства на челу са мушкарцима                                                        | 5212     |
| 149 | Пописна домаћинства на челу са женама                                                            | 1024     |
| 150 | Становништво у пописним домаћинствима                                                            | 34121    |
| 151 | Становништво у пописним домаћинствима на челу са мушкарцима                                      | 29458    |
| 152 | Становништво у пописним домаћинствима на челу са женама                                          | 4663     |
| 153 | Укупно домаћинстава                                                                              | 7970     |
| 154 | Укупно насељених домаћинстава                                                                    | 6295     |
| 155 | Укупно приватних кућа                                                                            | 7911     |
| 156 | Насељени приватни домови                                                                         | 6236     |
| 157 | Укупно насељених приватних кућа                                                                  | 6294     |
| 158 | Ненасељене приватне куће                                                                         | 712      |
| 159 | Појединачна домаћинства за привремену употребу                                                   | 963      |
| 160 | Становници у насељеним приватним кућама                                                          | 34121    |
| 161 | Насељеност станара у приватним становима                                                         | 5.47     |
| 162 | Просечно становника по соби у приватним насељеним домаћинствима                                  | 2.01     |
| 163 | Појединачна домаћинства са подовима од различитих материјала од земље                            | 4424     |
| 164 | Појединачна домаћинства у приземљу                                                               | 1779     |
| 165 | Појединачна домаћинства са једном спаваћом собом                                                 | 2885     |
| 166 | Појединачна домаћинства са две спаваће собе и више                                               | 3314     |
| 167 | Појединачна домаћинства са једним собом                                                          | 731      |
| 168 | Појединачна домаћинства са две собе                                                              | 2207     |
| 169 | Појединачна домаћинства са 3 собе и више                                                         | 3260     |
| 170 | Појединачна домаћинства која имају електрично светло                                             | 2472     |
| 171 | Појединачна домаћинства која немају електрично светло                                            | 3703     |
| 172 | Појединачна домаћинства која имају водоводну воду у стамбеном простору                           | 2795     |
| 173 | Појединачна домаћинства која немају водоводну воду у стамбеном простору                          | 3396     |
| 174 | Појединачна домаћинства која имају тоалет                                                        | 1876     |
| 175 | Појединачна домаћинства која имају канализацију                                                  | 1334     |
| 176 | Појединачна домаћинства која немају канализацију                                                 | 4755     |
| 177 | Појединачна домаћинства која имају електрично светло, довод воде из јавне мреже и канализацију   | 722      |
| 178 | Појединачна домаћинства без икаквих услова                                                       | 1995     |
| 179 | Појединачна домаћинства која имају радио                                                         | 3723     |
| 180 | Појединачна домаћинства која имају телевизор                                                     | 1265     |
| 181 | Појединачна домаћинства која имају фрижидер                                                      | 596      |
| 182 | Појединачна домаћинства која имају машину за веш                                                 | 224      |
| 183 | Појединачна домаћинства која имају аутомобил или комби                                           | 555      |
| 184 | Појединачна домаћинства која имају рачунар                                                       | 55       |
| 185 | Појединачна домаћинства која имају фиксну телефонску линију                                      | 146      |
| 186 | Појединачна домаћинства која имају мобилни телефон                                               | 164      |
| 187 | Појединачна домаћинства која имају приступ интернету                                             | 10       |